# Orton & Steinbrenner Co

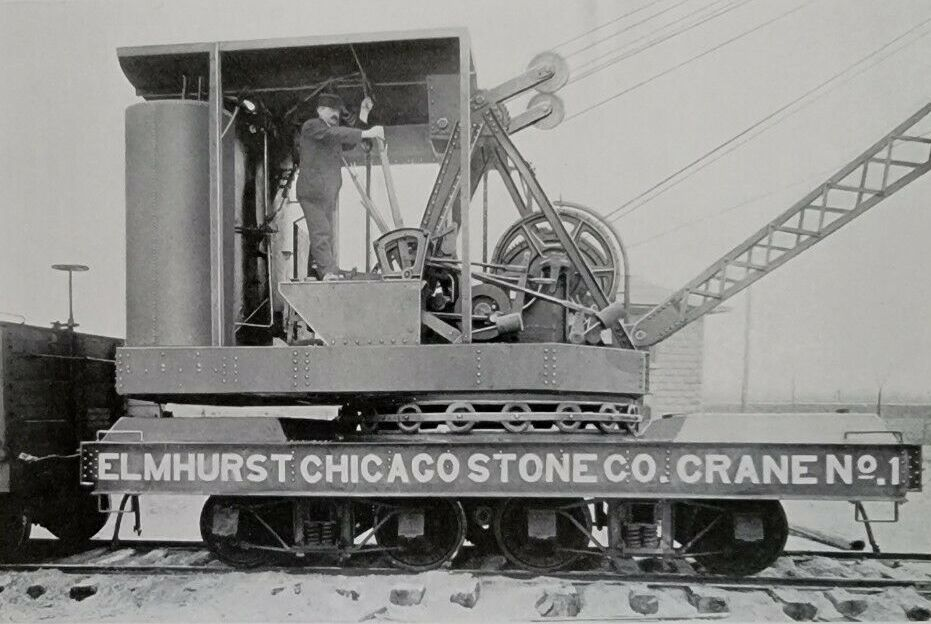
Selbstfahrender 20-Tonnen-Kran auf Drehgestellen mit M.C.B. Radiallagern und automatischen Kupplungen, um 1914. Die Mehrkosten für vier statt zwei Achsen waren vernachlässigbar, da der Kran ohne Demontage überall hin transportiert werden konnte.

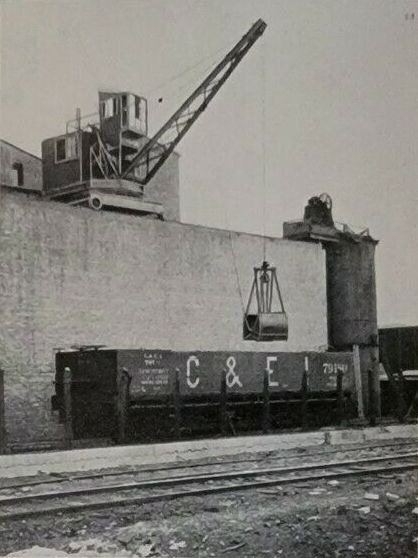
Selbstfahrender Locomotive Crane mit Zweischalengreifer, Haken-Block oder Elektromagnet, um 1914

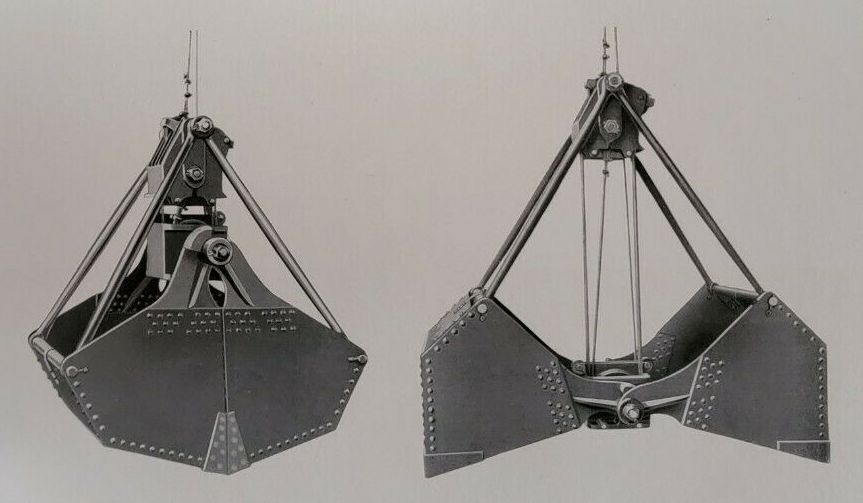
Patentierte Zweischalengreifer, Bauart V, um 1914

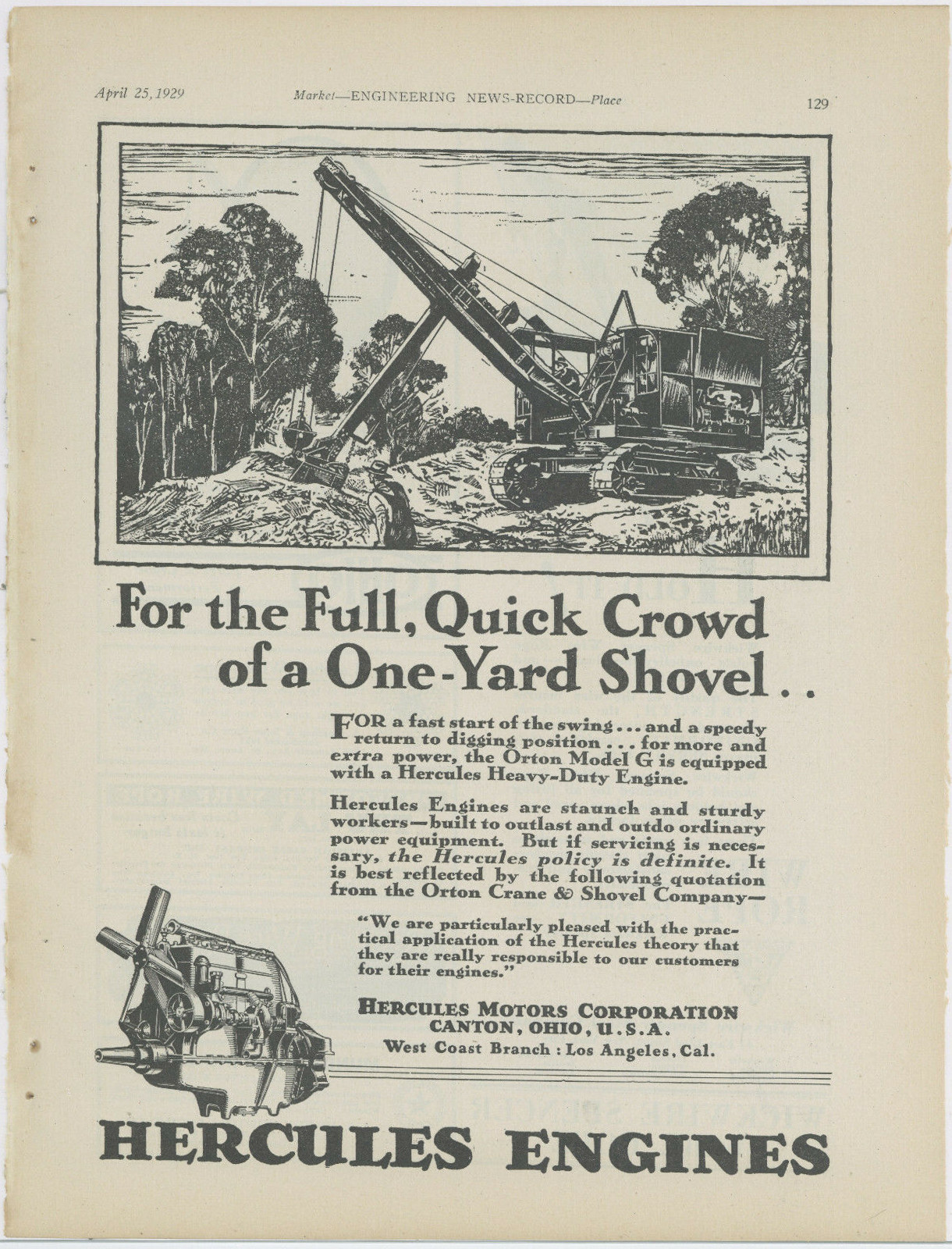
Orton Model 'G' Raupenbagger mit Hercules-Benzolmotor, 1929

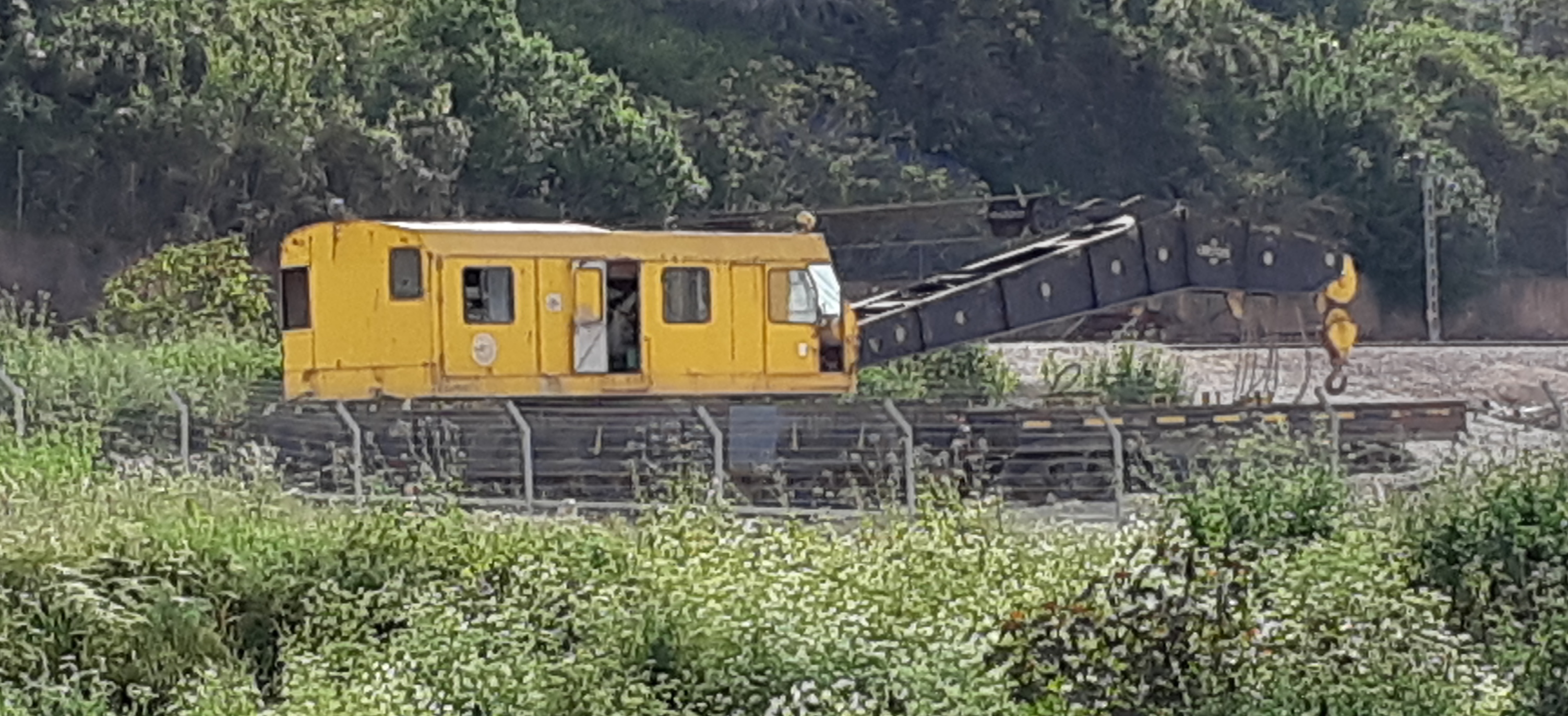
200-Tonnen-Schienendrehkran der Israel Railways in Beit Shemesh, 2019

Orton & Steinbrenner Co. war ein US-amerikanischer Hersteller von selbstfahrenden Schienendrehkränen und Baggern in Chicago, Illinois und Huntington, Indiana.

## Unternehmen
Die Orton & Steinbrenner Company wurde um 1906 in Chicago, Illinois, gegründet. Orton & Steinbrenner Co. stellte in seiner Fabrik in Huntingdon, Indiana unterschiedliche Arten von Lokomotivkränen und Seilbaggern her und vertrieb diese über ihr Hauptbüro in Chicago, Illinois. Die Produkte wurden kundenspezifisch angeboten, um die Kundenanforderungen zu erfüllen. Das Unternehmen wurde 1922 in Orton Crane & Shovel und später in Orton Crane Company umbenannt. Das Unternehmen hatte um 1940 vierzig Mitarbeiter. 1945 stellte es die Produktion von Auto- und Raupenkränen ein, um sich auf Lokomotivkräne zu konzentrieren. John F. McCullough kaufte das Unternehmen 1972, woraufhin es als Orton-McCullough Crane Company firmierte. Orton-McCullough zog nach Huntington, Indiana um und stellte im Januar 2012 den Betrieb ein.
Das Unternehmen verwendete für seine Kräne und Bagger hochwertige Wertstoffe, um erstklassige Qualitätsprodukte herzustellen. Seine Konstruktionen gehörten damals zu den modernsten auf dem Markt und waren das Ergebnis langjähriger Erfahrung in der Konstruktion, Herstellung und im Betrieb solcher Geräte. Sie sind zum Standard vieler großer Eisenbahnen und anderer Unternehmen geworden, und ihre Beliebtheit zeigte sich in großer Nachfrage und Produktionsauslastung.

## Produkte
Anfangs wurden folgende Produkte gebaut und vermarktet:
- Kräne für Normalspur- und Breitspurgleise
- Zwei- oder vierachsige Wagenkästen. Letztere waren für Rangier- und allgemeine Arbeiten besser geeignet und wurden immer auf ihren eigenen Rädern versandt, was Montagekosten sparte. Bei vierachsigen Kränen lieferte das Unternehmen meist auch den gesamten Ballast des Wagenkastens mit.
- Greifer und Baggerschaufeln
- Elektromagnete, für deren Funktion entweder ein Stromaggregat auf dem Kran installiert wurden, oder der Strom aus vom Kunden zu installierenden Gleichstrom-Leitungen vorzugsweise mit 220 Volt Spannung geliefert wurde.
- Vollstahlkabinen oder Stahlschutzdächer
- Besondere Ausrüstungen, wie z. B. Seilrammen, Kranhakenblöcke, Dampfschaufelaufsätze, Aufsätze für die Handhabung von Schlepplöffeln usw.

Das Unternehmen baute ab den frühen 1910er Jahren auch Raupenkräne, Seilbagger auf Raupen, Autokräne, Portalkräne und Waggonkräne. Die Raupenkräne wurden als „flexible tread cranes“ bezeichnet. Bis in die 1920er Jahre wurden dampfbetriebene Maschinen gebaut, aber Orton behauptete, als erstes Unternehmen einen mit einem Benzolmotor angetriebenen Schaufelbagger entwickelt und gebaut zu haben. In einer im Mai 1921 verfügbaren 24-seitigen Broschüre beschrieb Orton die Bedienfreundlichkeit ihrer mit Benzin- und Dieselmotoren angetriebenen Kräne.
Die Tragfähigkeit von Normalspurkränen wurde danach bemessen, was sie bei einem gegebenen Radius um den Drehzapfen herum in jeder Richtung in Bezug auf das Gleis und ohne den Einsatz von Abstützungen oder Schienenklemmen sicher heben sollten. Die Tragfähigkeiten der verschiedenen Krankonstruktionen bei verschiedenen Radien wurden in Druckschriften des Unternehmens angegeben.

### Modellreihen

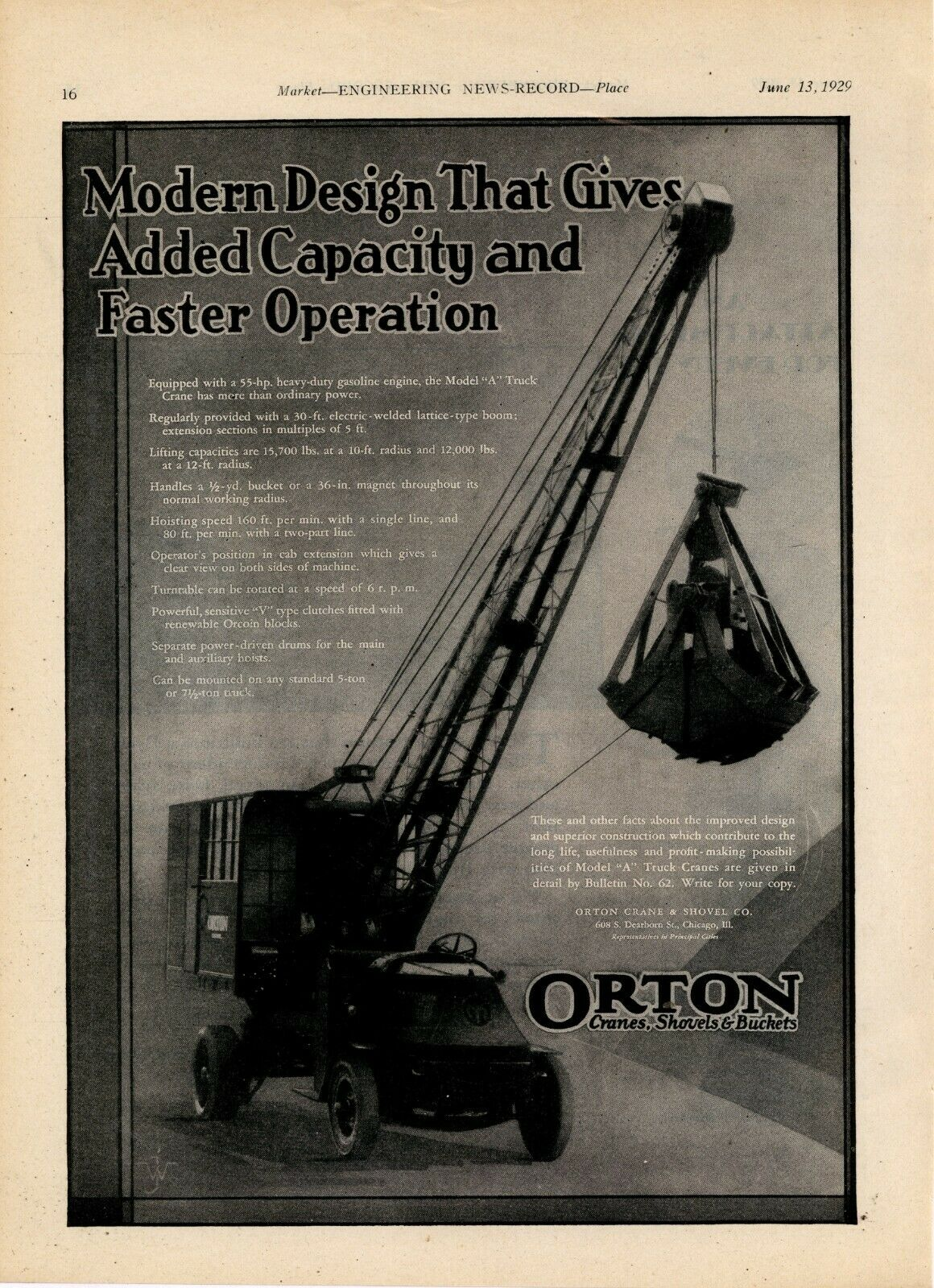
Model 'A' LKW-Kran mit 55 PS Benzolmotor für hohe Tragfähigkeit und schnelle Bedienung, 13. Jun. 1929
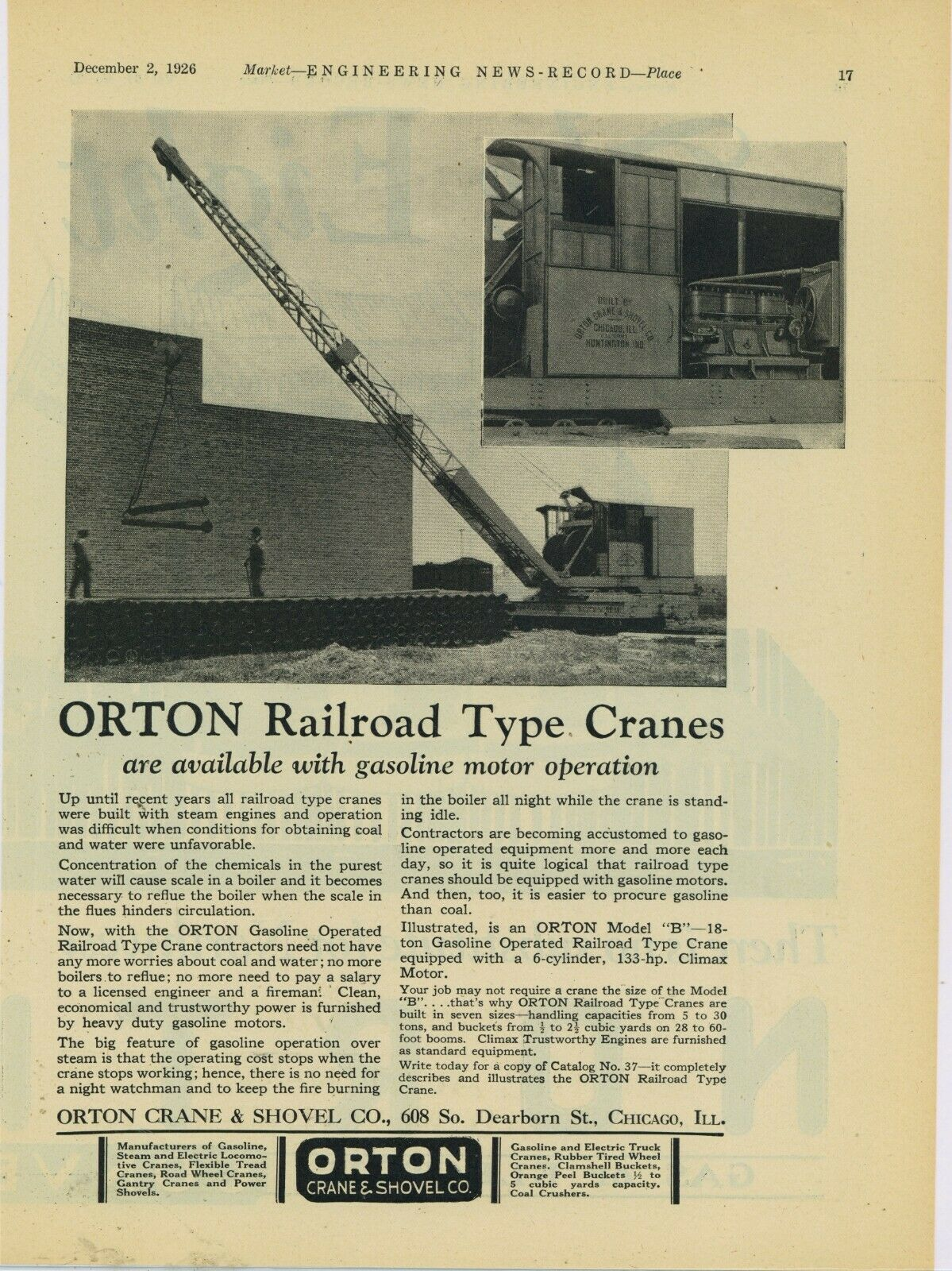
Modell 'B' Benzol-Eisenbahndrehkran mit 133 PS starkem 6-Zylinder-Climax-Motor, 2. Dez. 1926
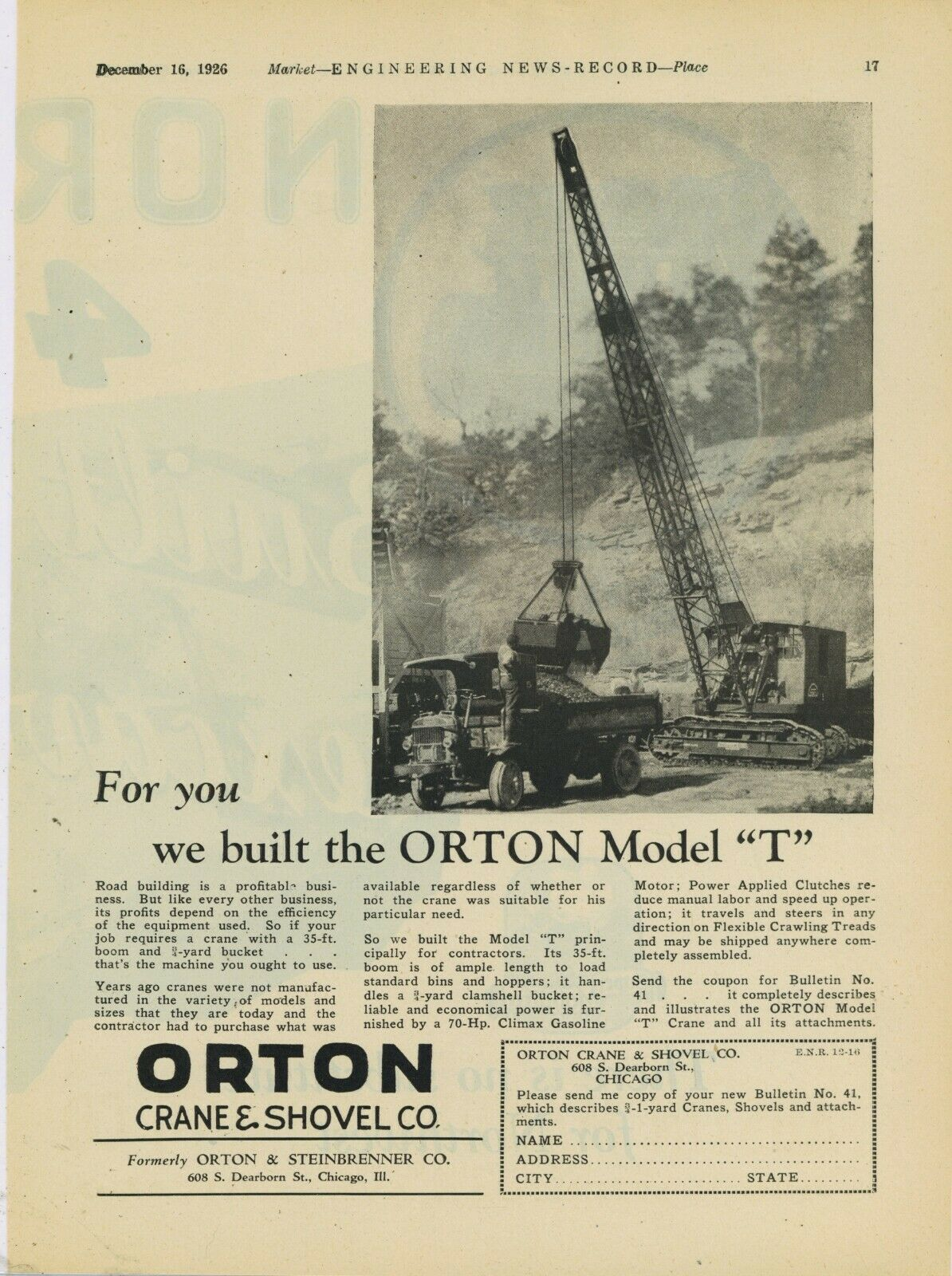
Model 'T' Kran mit 10,6 m Ausleger,  ¾ m³ Zweischalengreifer und 70 PS Climax-Benzol-Motor, 16. Dez. 1926
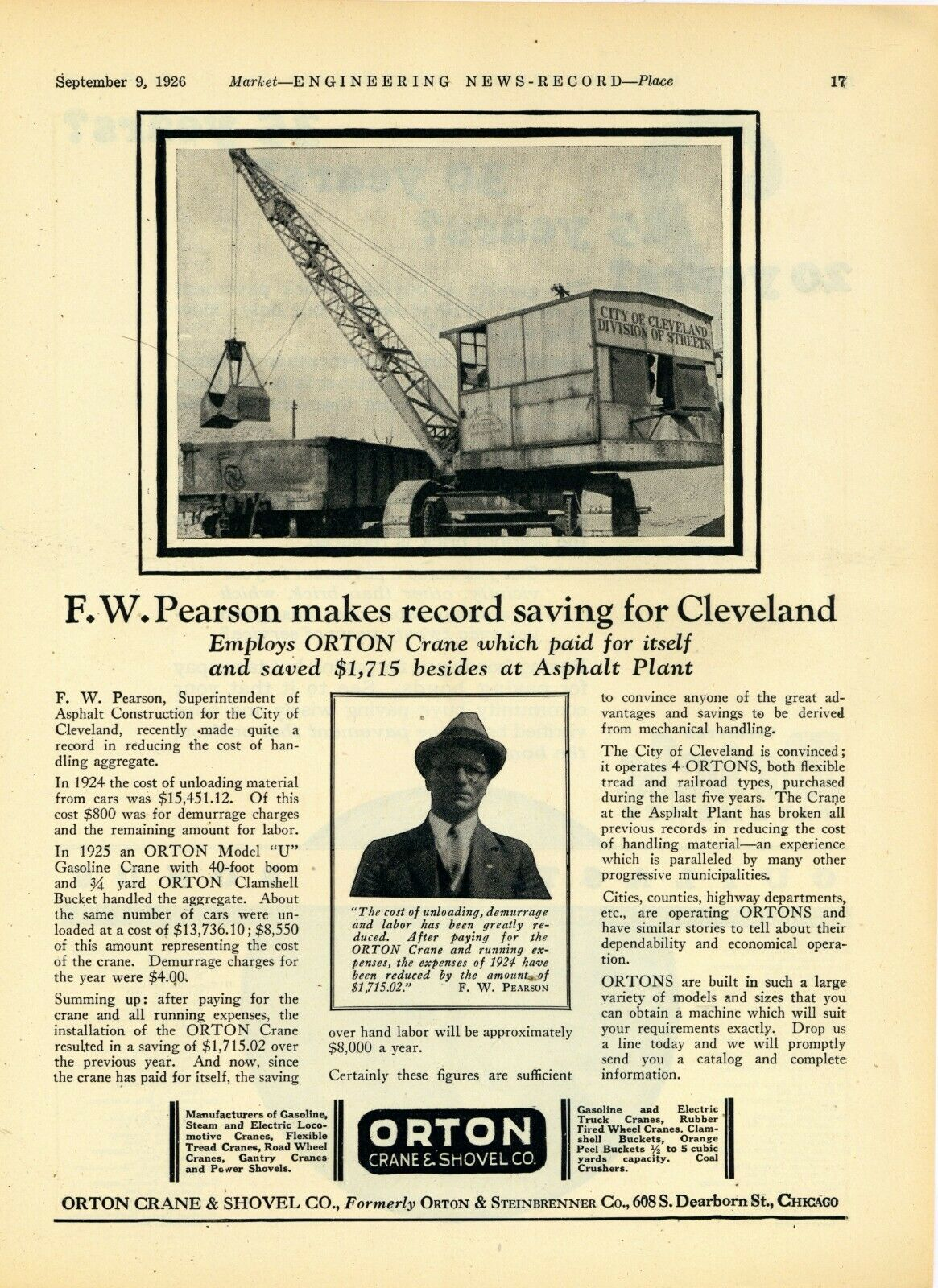
Model 'U' Benzol-Kran für den Straßenbau mit 12,1 m Ausleger,  ¾ m³ Zweischalengreifer, 9. Sep. 1926
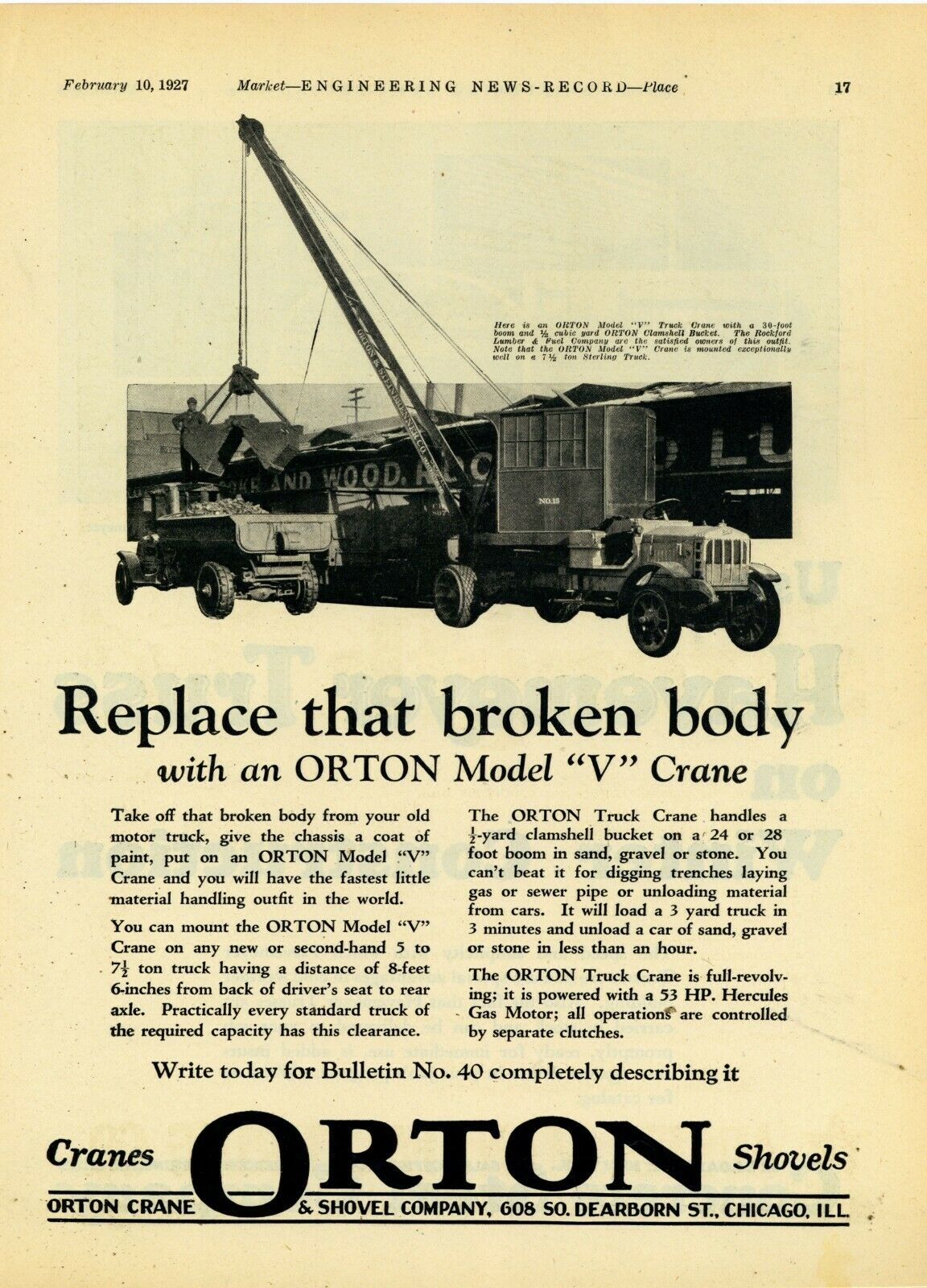
Model 'V' Benzol-Kran mit 9,1 m Ausleger, ½ m³ Zweischalengreifer auf einem 7½ t Lastwagen, 10. Feb. 1927
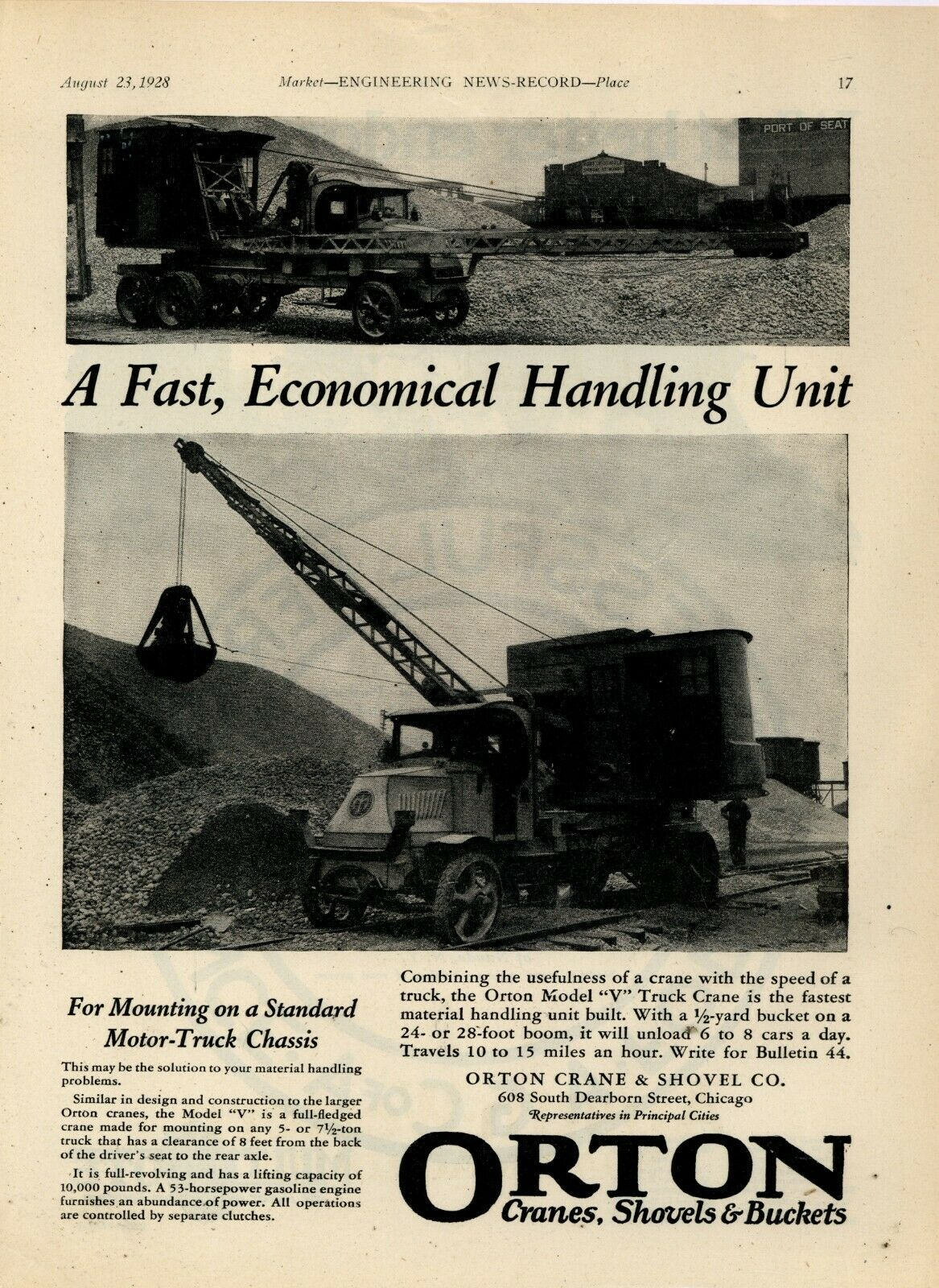
Model 'V' Kran mit 53 PS und 7,3 oder 8,5 m Ausleger auf einem 5 oder 7½ t Lastwagen, 23. Aug. 1928
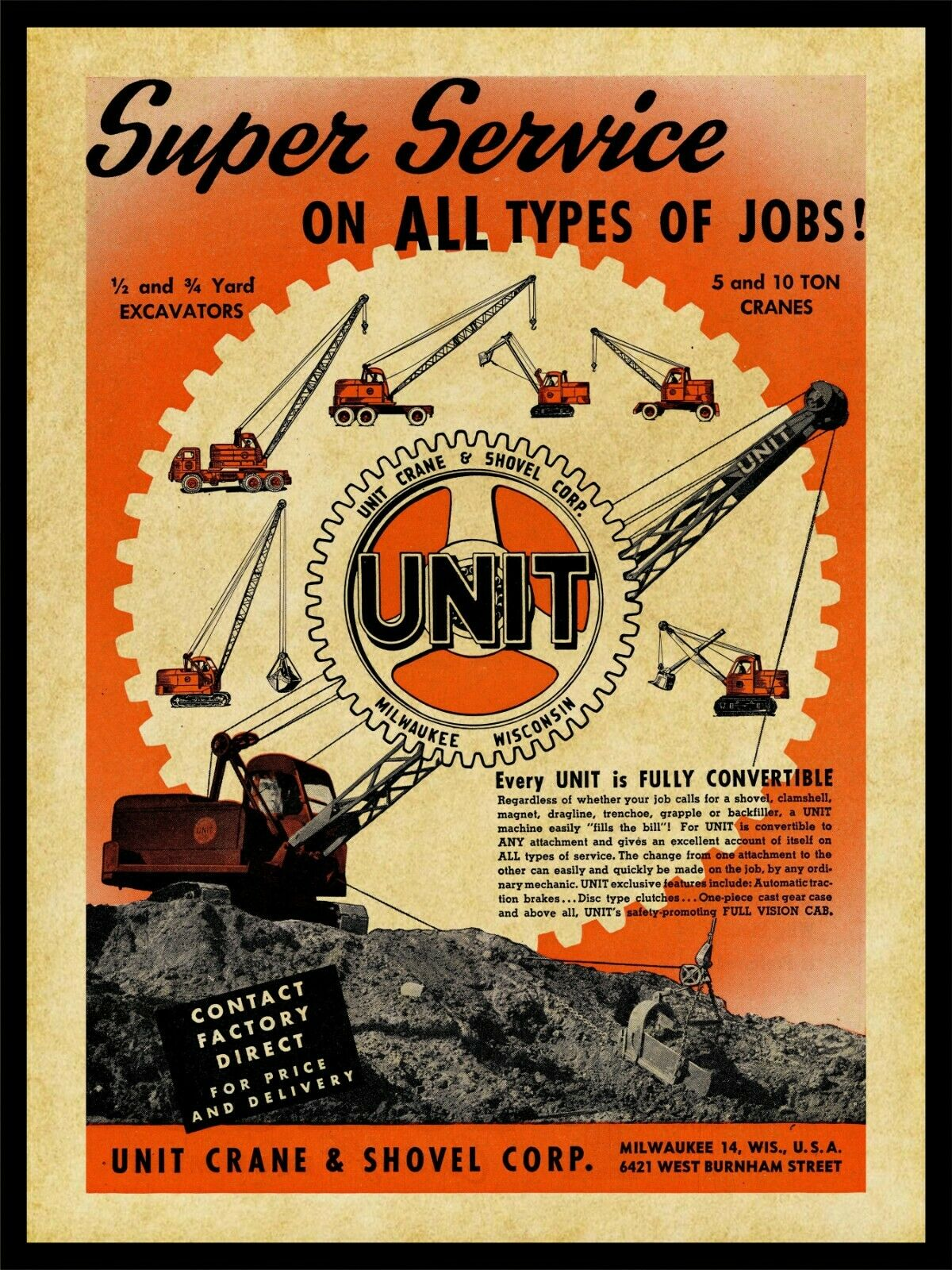
½ und ⅔ m³ Bagger mit Rundumsicht-Kabine, 5 und 10 t Kräne, 1947

### Pfahlrammen

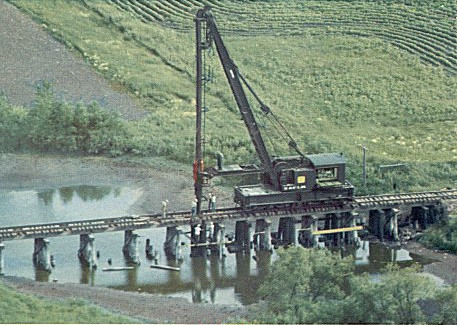
Kombination aus Eisenbahndrehkran und Pfahlramme

Orton baute um 1970 auch mindestens eine Kombination aus Eisenbahndrehkran und Pfahlramme mit einem langen, geraden Ausleger. Sie konnte beim Gleisbau zum Rammen von Pfählen für Brücken und in Sumpfgebieten eingesetzt werden, wurde aber nach Entgleisungen oder Unfällen jeweils abberufen, um die entgleisten Schienenfahrzeuge zu bergen. Der gerade Ausleger war für den Einsatz als Bergekran nachteilhaft, da er im Vergleich zur Reichweite einen zu hohen Schwerpunkt hatte. Die meisten Bergekräne haben daher einen gebogenen Ausleger, um bei geringer Bauhöhe eine große Reichweite zu erzielen.